# 六劇 (東海電視台)
六劇（土ドラ），2021年九月之前舊名大人的六劇（オトナの土ドラ），是日本東海電視台製作，富士電視台於每星期六晚間11時40分至12時35分（日本時間）播出的電視連續劇檔次。

## 作品列表

### 2010年代

#### 2016年
- 4月2日－5月29日（9回）：星星之火 (火の粉)(網頁（页面存档备份，存于）)
- 出演：中山裕介等
- 主題曲：鈴木雅之「Melancholia」
- 平均收視率：4.36%
- 6月4日－7月30日（8回）：晨曦將至 (朝が来る)(網頁 （页面存档备份，存于）)
- 出演：安田成美等
- 主題曲：ZAZ「もし私が忘れるようなことがあったら」
- 平均收視率：3.58%
- 8月13日－9月24日（7回）：非媽媽白皮書 (ノンママ白書)(網頁 （页面存档备份，存于）)
- 出演：鈴木保奈美等
- 主題曲：克莉絲朵·凱兒「Lovin' You」
- 平均收視率：3.20%
- 10月8日－11月26日（8回）：棘 小市民 倉永晴之的逆襲 (とげ 小市民 倉永晴之の逆襲)(網頁 （页面存档备份，存于）)
- 出演：田邊誠一等
- 主題曲：BEGIN「網にも掛からん別れ話」
- 平均收視率：3.18%
- 12月3日 - 2017年1月28日（8回）：Retake 感受穿越時空 (リテイク 時をかける想い)(網頁 （页面存档备份，存于）)
- 出演：筒井道隆等
- 平均收視率：3.04%

#### 2017年
- 2月4日－3月25日（8回）：白晝的惡魔 (真昼の悪魔)(網頁 （页面存档备份，存于）)
- 出演：田中麗奈等
- 主題曲：倖田來未「On my way」
- 平均收視率：
- 4月8日－ 5月27日（8回）：犯罪症候群 Season1 (犯罪症候群 Season1)(網頁 （页面存档备份，存于）)
- 出演：玉山鐵二等
- 平均收視率：
- 6月3日－ 7月22日（8回）：屋頂裡的戀人 (屋根裏の恋人)(網頁 （页面存档备份，存于）)
- 出演：石田光等
- 主題曲：寶兒「Right Here, Right Everywhere」
- 平均收視率：
- 8月5日－9月30日（8回）：豬籠草之夢 (ウツボカズラの夢)(網頁 （页面存档备份，存于）)
- 出演：志田未來等
- 主題曲：SPYAIR「MIDNIGHT」
- 平均收視率：
- 10月7日－11月25日（8回）：櫻的親子丼 (さくらの親子丼)(網頁（页面存档备份，存于）)
- 出演：真矢美季等
- 主題曲：Hilcrhyme「涙の種、幸せの花」
- 平均收視率：
- 12月2日－2018年1月27日（8回）：黑色孤兒～七個基因～ (オーファン・ブラック〜七つの遺伝子〜)(網頁 （页面存档备份，存于）)
- 出演：知英等
- 主題曲：JY「MY ID」
- 平均收視率：

#### 2018年
- 2月3日－3月24日（8回）：家族的旅途 被家族殺死的男人與殺人的男人 (家族の旅路 家族を殺された男と殺した男)(網頁 （页面存档备份，存于）)
- 出演：瀧澤秀明等
- 主題曲：瀧澤秀明
- 平均收視率：
- 4月7日－5月26日（8回）：永遠的白羽毛 (いつまでも白い羽根（日语：いつまでも白い羽根#テレビドラマ）)(網頁 （页面存档备份，存于）)
- 出演：新川優愛等
- 平均收視率：
- 6月2日－7月28日（8回）：邊緣團地 (限界団地（日语：限界団地 (テレビドラマ)）)(網頁 （页面存档备份，存于）)
- 出演：佐野史郎等
- 平均收視率：
- 8月4日－（8回）：有一天，直到這場雨停時 (いつかこの雨がやむ日まで)(網頁 （页面存档备份，存于）)
- 出演：渡邊麻友等
- 平均收視率：
- 10月6日－（?回）：結婚對像用抽的 (結婚相手は抽選で)(網頁 （页面存档备份，存于）)
- 出演：野村周平等
- 平均收視率：
- 12月1日－（?回）：櫻的親子丼2 (さくらの親子丼2)(網頁 （页面存档备份，存于）)
- 出演：真矢美季等
- 平均收視率：

#### 2019年
- 2月2日－（?回）：絕對正義（絶対正義）
- 出演：山口紗彌加等
- 平均收視率：
- 4月6日 - （?回）：鏡像孿生 Season1
- 6月1日 - （?回）：假面同窗會 （仮面同窓会）
- 8月3日 - （?回）：各自的斷崖 （それぞれの断崖）
- 10月5日 - （?回）：梨花 （リカ（日语：リカ (小説)））
- 12月7日 - （?回）：惡魔律師・御子柴禮司～贖罪奏鳴曲～ （悪魔の弁護人・御子柴礼司～贖罪の奏鳴曲～（日语：贖罪の奏鳴曲））

## 外部連結
- 富士電視台電視連續劇（页面存档备份，存于）

| 富士電視台 星期六23:40 - 00:35 | 富士電視台 星期六23:40 - 00:35 | 富士電視台 星期六23:40 - 00:35 |
| ------------------------------ | ------------------------------ | ------------------------------ |
|                                | 大人的六劇 →六劇               |                                |
| 六劇 (富士電視台)              | —                              |                                |